# Vápeník
Vápeník, russinisch Вапеник/Wapenyk (ungarisch Mészegető – bis 1907 Vapenyik) ist eine Gemeinde im Nordosten der Slowakei mit 37 Einwohnern (Stand 31. Dezember 2024), die im Okres Svidník, einem Kreis des Prešovský kraj, sowie in der traditionellen Landschaft Šariš liegt.

## Geographie

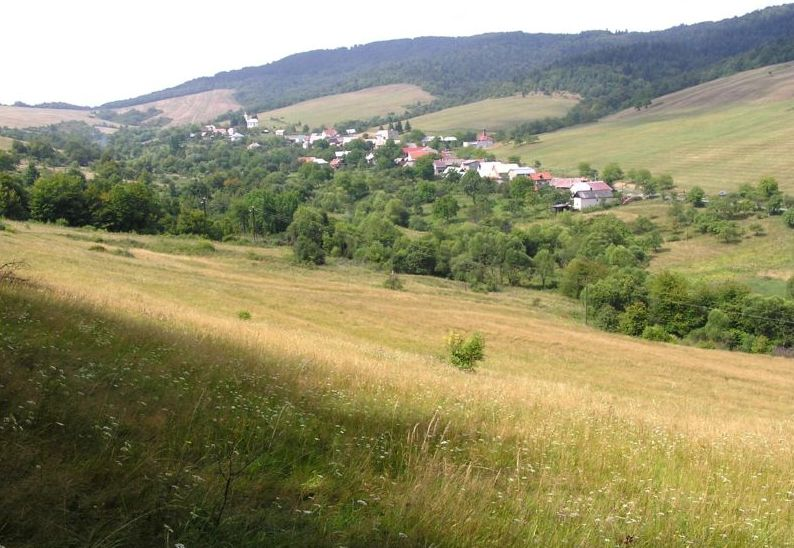
Vápeník

Die Gemeinde befindet sich in den Niederen Beskiden im Bergland Laborecká vrchovina und knapp außerhalb der Grenzen des Landschaftsschutzgebiets Východné Karpaty, im Quellbereich des Baches Vápenický potok im Einzugsgebiet der Ondava, unweit der Staatsgrenze zu Polen. Das Ortszentrum liegt auf einer Höhe von 448 m n.m. und ist 13 Kilometer von Svidník entfernt (Straßenentfernung).
Nachbargemeinden sind Havranec im Norden, Dlhoňa im Nordosten, Svidnička im Osten und Südosten, Belejovce im Süden und Kečkovce im Westen.

## Geschichte
Im Zeitraum zwischen den Jahren 1573 und 1598 entstanden auf heutigem Gemeindegebiet zwei Orte, die nach der damaligen Zugehörigkeit als Vápené bei Svidnička und Vápené bei Kečkovce bezeichnet wurden. Diese wurden 1600 als Vapene Uiszeswidnicze und Vapene Certhakechkouech schriftlich erwähnt und lagen in der Herrschaft von Makovica. 1618 werden die Orte als Also Wapennik und Kuchtocz alias Felső Wapennik aufgeführt, 1697 waren sie schon zusammengeschlossen. Wegen Untertanenflucht in den Jahren 1713 und 1714 wurde der Ort fast menschenleer.
1787 hatte die Ortschaft 26 Häuser und 159 Einwohner, 1828 zählte man 26 Häuser und 208 Einwohner, die als Landwirte, Schafzüchter, Stellmacher und Tischler tätig waren. Um die Mitte des 19. Jahrhunderts kam es zu einer beträchtlichen Auswanderung.
Bis 1918 gehörte der im Komitat Sáros liegende Ort zum Königreich Ungarn und kam danach zur Tschechoslowakei beziehungsweise zur heutigen Slowakei. In der Zeit der ersten tschechoslowakischen Republik waren die Einwohner als Waldarbeiter beschäftigt. Im Zweiten Weltkrieg wurde Vápeník im Herbst 1944 zerstört und nach dem Krieg wieder aufgebaut. Nach dem Zweiten Weltkrieg pendelte ein Teil der Einwohner zur Arbeit in Industriegebiete in Svidník, Stropkov und Košice, die Landwirte waren privat organisiert.

## Bevölkerung
| Jahr                | 1994 | 2004     | 2014     | 2024    |
| ------------------- | ---- | -------- | -------- | ------- |
| Anzahl der Personen | 62   | 47       | 41       | 37      |
| Unterschied         |      | −24,19 % | −12,76 % | −9,75 % |

| Jahr                | 2023 | 2024 |
| ------------------- | ---- | ---- |
| Anzahl der Personen | 37   | 37   |
| Unterschied         |      | +0 % |

Gemäß der Volkszählung 2011 wohnten in Vápeník 41 Einwohner, davon 23 Slowaken und 15 Russinen. Drei Einwohner machten keine Angabe zur Ethnie.
22 Einwohner bekannten sich zur orthodoxen Kirche und 17 Einwohner zur griechisch-katholischen Kirche. Bei zwei Einwohnern wurde die Konfession nicht ermittelt.

## Bauwerke
- griechisch-katholische Kirche Schutz der allheiligen Gottesgebärerin aus dem Jahr 1888[6]

## Verkehr
In Vápeník endet die Cesta III. triedy 3537 („Straße 3. Ordnung“) von Svidnička und Kapišová heraus.